# 民都魯機場
民都魯機場是一座位于於馬來西亞砂拉越民都魯的機場。該機場與市區直線距離西南方5公里，车程距離23公里。機場处在格盟纳河左岸，對岸是民都魯市區。
民都鲁機場雖小，但足供空中巴士A330及波音747起降，馬來西亞第四任首相马哈迪·莫哈末于2002年即以後者蒞臨為機場剪彩開幕之余，马来西亚航空货运亦于2005年使用同型号飞机自比利时布鲁塞尔经停阿联酋杜拜及马来西亚吉隆坡运载100公吨化学品抵达民都鲁；机场跑道原长2,200公尺适合波音747起降，于2005年扩建至2,600公尺后适合空中巴士A330起降。
民都鲁機場2008年乘客為417,918人次，起降架次16,787次；2016年乘客為805,206人次，起降架次12,130次。

## 历史

### 舊機場
民都魯機場的歷史始於1937年二战期间，當時砂拉越王国（1841—1946年）末代拉者梵纳布洛克在古晋、沐胶、民都鲁、美里及烏也建设飞行场，所有飞行场皆完工，唯民都鲁机场于1938年10月因资金短缺而停工。
民都鲁机场自1934年起由英国皇家空军的工程师C.W.贝利（C. W. Bailey）在格盟纳河与南海海岸之间负责带领勘测及施工，于1938年停工後，英属婆罗洲日占时期日军則未對该工程繼續動工。
民都魯舊機場于英属砂拉越（1946—1963年）1955年9月1日起開始運營，以草地跑道供婆羅洲航空麾下的英國德哈维兰所產的迅龍型及蘇格蘭航空所生產双子先锋型起降。
砂拉越于1963年与马来亚、新加坡及北婆罗洲（今沙巴）共同组成马来西亚，载客量较高的道格拉斯DC-3（雙發動機、28—32客座）
被引进。1966年机场沥青跑道铺建完成，航站因应乘客量增加亦加以扩建。1968年5月1日马来西亚-新加坡航空引進福克F27運營民都魯定期航線。1981年航站及停機坪進行升级以供福克50起降。
舊机场位于市中心，与临近商业区相距不足百米，2003年4月已中止服务，機場原址一端成为常年性国际“婆羅洲風箏節”的比赛场地，另一端則成為百樂城商場（Bintulu Paragon）。
2017年3月17日砂拉越州現任首席部長阿邦佐哈里宣布撥款2.5億令吉于3年內建成連通市區與甘榜日拔（Kampung Jepak）的日拔橋。一旦建成，自市區往機場則可不必繞路格盟納橋，將原有路程由23公里縮短至10公里左右。

### 新機場
馬來西亞第四任首相马哈迪·莫哈末于2002年12月19日以波音747蒞臨為機場剪彩開幕，耗資3億令吉的新機場于2003年3月30日自市區舊機場遷往格盟纳河左岸現址正式運營。
新机场跑道原长2,200公尺适合波音747起降，于2005年扩建至2,600公尺后可供空中巴士A330起降。马来西亚航空货运于同年4月使用自比利时布鲁塞尔经停阿联酋杜拜及马来西亚吉隆坡，該趟航班目的為运载100公吨化学品至民都鲁。9月，馬來西亞首家廉價航空亞洲航空（亞航）開始民都魯航線。
2006年8月1日至2007年9月30日期間，亞航子公司FlyAsianXpress（FAX）運營連主要城市接民都魯的支線航線。2007年10月1日馬來西亞航空子公司馬來西亞之翼航空接手上述航線。
2017年12月民都魯機場迎來首條國際航線，即每週四趟班機直飛新加坡，終在舊機場啟用52年後帶進了國際航線，只是因上座率不佳使得该航线于2018年6月停航。
星巴克於2017年10月在民都魯機場開設民都魯第二家分店，于砂拉越的开店顺位居古晉与美里之后；在东马则为第四座城镇（沙巴亚庇机场亦设有分店）拥有机场分店。
黄金海湾国际飞行学院（GGIFA）占地45英畝，2007年在机场旁成立，已於2010年年底關閉。

## 航空公司与目的地
| 航空公司                            | 目的地                       |
| ----------------------------------- | ---------------------------- |
| 亞洲航空                            | 吉隆坡、古晉                 |
| 馬來西亞航空                        | 吉隆坡                       |
| 馬來西亞航空 由馬來西亞之翼航空運營 | 亞庇、古晉、美里、詩巫、沐膠 |

## 統計數據

### 統計
|                                  |
| Source: 马来西亚机场营运统计列表 |